# Sha Wujing

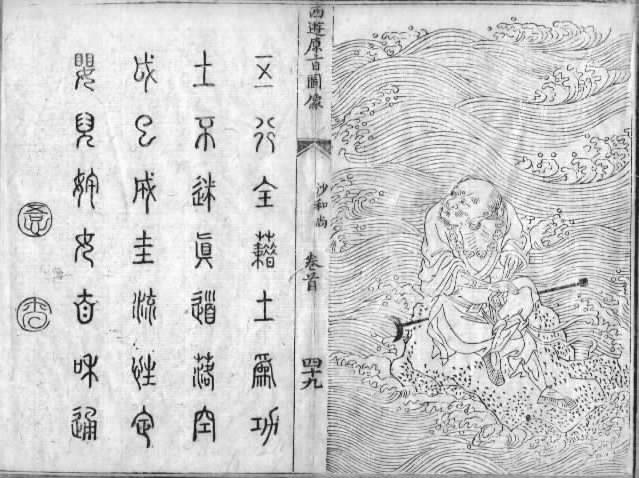
Illustrazione di Sha Wujing

Sha Wujing è uno dei tre discepoli di Xuánzàng nel classico romanzo cinese Il viaggio in Occidente.
Il suo nome buddista "Sha Wujing", a cura del Bodhisattva Guanyin, significa " sabbia consapevole della purezza " (in quanto egli è un demone fluviale) e viene tradotto in coreano come Sa Oh Jeong, in giapponese come Sha Gojo e "Monaco Sha" o "Sha Seng" in cinese.

## Biografia

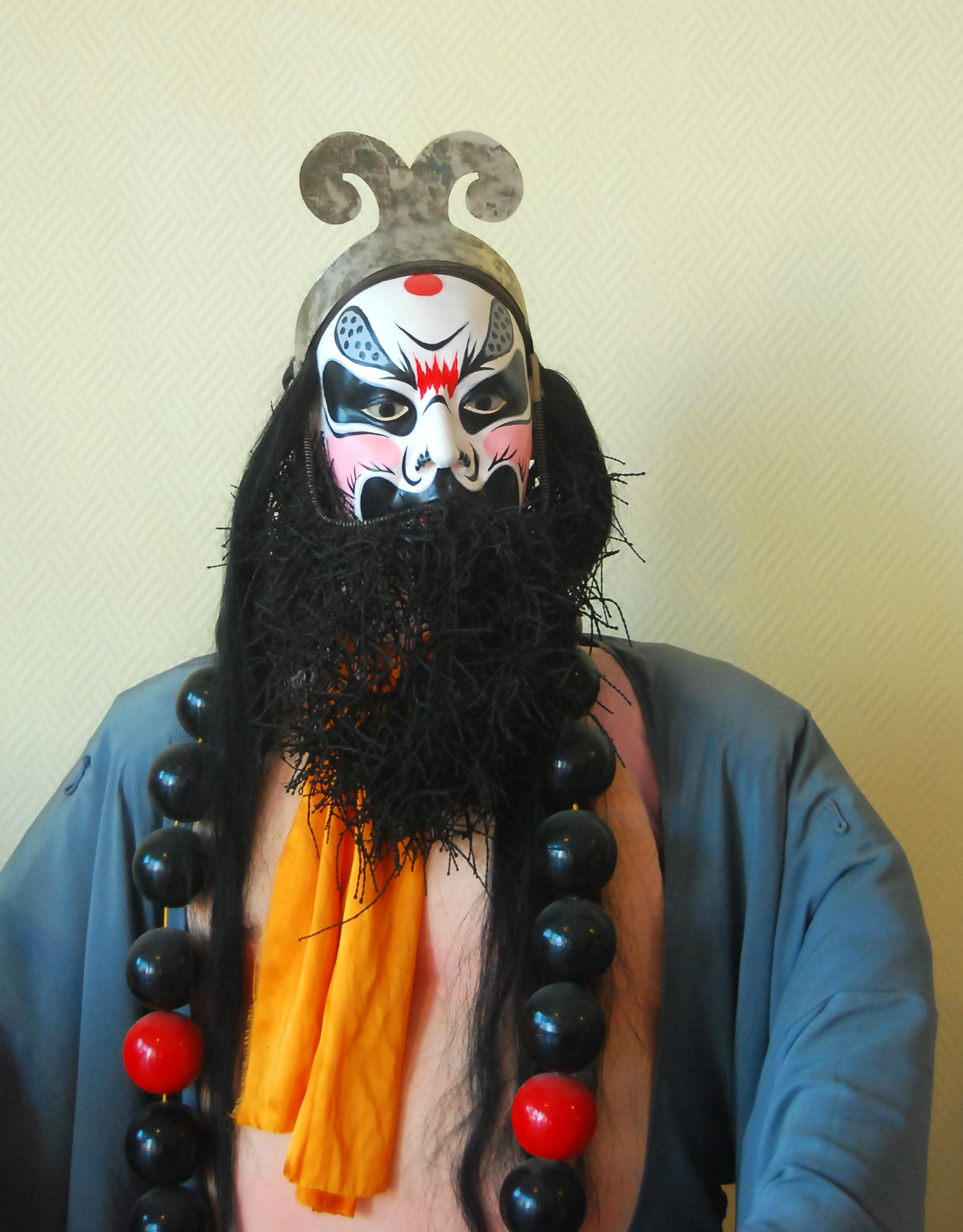
Costume dell'Opera di Pechino rappresentante Sha Wujing

Come Zhu Bajie, Wujing era originariamente un discepolo delle divinità del cielo. In un impeto di rabbia, ha distrutto un prezioso vaso durante la Festa delle Pesche. Altre fonti affermano che lo ha fatto involontariamente. A causa di ciò, l'Imperatore di Giada lo punì colpendolo 800 volte con una verga ed esiliandolo sulla terra, dove avrebbe dovuto essere reincarnato come un terribile uomo-demone di sabbia. Ogni giorno, sette spade volanti mandate dal cielo avrebbero dovuto pugnalarlo al petto, e di conseguenza ha dovuto vivere nel fiume Kaidu per evitare la punizione.
L'aspetto di Wujing era piuttosto macabro, aveva la barba rossa e la sua testa era parzialmente calva, possedeva una collana composta da teschi che lo rendeva ancora più terribile. Possiede anche un yuèyáchǎn, ovvero una vanga da monaco.
Una rara storia che lo riguarda spiega l'origine di tale collana: un precedente gruppo di nove monaci in un pellegrinaggio verso ovest si stava recando a prendere le Sacre Scritture, ma hanno incontrato la loro fine per mano di Wujing. Nonostante le loro implorazioni di pietà, li divorò, succhiato il midollo osseo, e gettò i crani nel fiume. Nel vederli galleggiare, egli decise di tenerli e farci una collana.
Più tardi, Guanyin, il Bodhisattva della compassione, e il suo discepolo principe Moksa è venuto alla ricerca di guardie del corpo potenti in preparazione del viaggio verso ovest di Xuanzang. Ha reclutato Wujing in cambio di un po' di sollievo dalla sua sofferenza.
Dopo che tutto è stato chiarito, Wujing è diventato il terzo discepolo di Xuánzàng, trasformando il suo comportamento crudele ad una persona benevola.

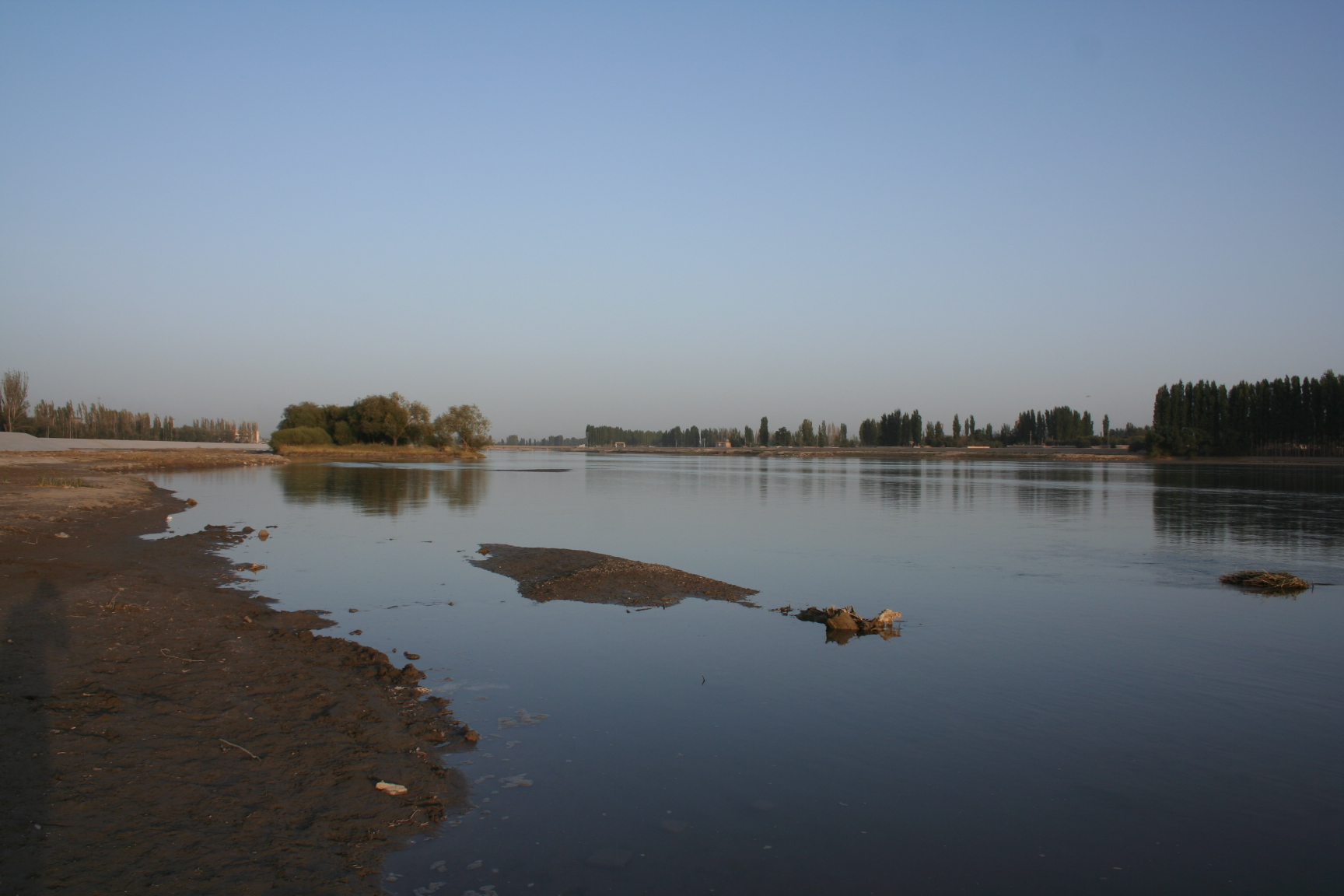
il fiume Kaidu, in cui, secondo il libro, viveva Sha Wujing

Maturo e con una voce intellettuale della ragione, Sha Wujing è colui che mantiene l'attenzione del gruppo. Egli è spesso sconcertato dalle necessità capricciose dell'umanità, criticando le loro occupazioni banali e l'ignoranza. Il personaggio agisce e parla in un modo che porta spesso a essere frainteso, ma possiede veramente un cuore gentile, facendosi adorare dai giovani, il quale dà il meglio di sé per proteggerli.
Sha Wujing ha lo stesso talento del compagno Sun Wukong nel combattimento. Entrambi i combattenti sono in equilibrio in molti aspetti e condividono alcune mosse d'attacco. Si differenzia però dal suo compagno per una difesa leggermente inferiore e una statistica di magia superiore, oltre a vari attacchi che infliggono danni ben più gravi. Egli ha anche il talento naturale di poter guarire le sue ferite (grazie all'acqua di cui necessita per le sue magie) o anche riparare oggetti.

## Cultura di massa
Il personaggio è stato fonte di ispirazione per molti altri personaggi, in particolare nel manga Saiyuki, dove Kazuya Minekura si ispirò a Sha Wujing per la creazione del personaggio Sha Gojyo, nel manga Dragon Ball, il cui autore Akira Toriyama ha creato il personaggio Yamcha ispirandosi alle mosse di Sha Wujing e Sir Gorgo (サー・ジョーゴ Sa Jogo) creato da Leiji Matsumoto per la serie televisiva Starzinger.